# Amblyceps
Genre
Amblyceps est le nom d’un genre de poissons chats de la famille des Amblycipitidae.

## Liste des espèces
- Amblyceps caecutiens Blyth, 1858
- Amblyceps carinatum Ng, 2005
- Amblyceps foratum Ng et Kottelat, 2000
- Amblyceps laticeps (McClelland, 1842)
- Amblyceps macropterus Ng, 2001
- Amblyceps mangois (Hamilton, 1822)
- Amblyceps mucronatum Ng et Kottelat, 2000
- Amblyceps murraystuarti Chaudhuri,1919
- Amblyceps platycephalus Ng et Kottelat, 2000
- Amblyceps serratum Ng et Kottelat, 2000
- Amblyceps tenuispinis Blyth, 1860
- Amblyceps variegatum Ng et Kottelat, 2000